# Metropolitan Borough of Lewisham

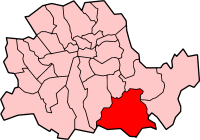
Lage von Lewisham im früheren County of London

Der Metropolitan Borough of Lewisham war ein Bezirk im Ballungsraum der britischen Hauptstadt London mit dem Status eines Metropolitan Borough. Er existierte von 1900 bis 1965 und lag im Süden der ehemaligen Grafschaft County of London.

## Geschichte
Der Bezirk entstand aus den zuvor eigenständigen Civil Parishes Lee und Lewisham. Sie lagen ursprünglich in der Grafschaft Kent und gehörten ab 1855 zum Einzugsgebiet des Zweckverbandes Metropolitan Board of Works. 1889 gelangten die Gemeinden zum neuen County of London, elf Jahre später wurden sie zusammen mit einem kleinen Teil von Camberwell zu einem Metropolitan Borough zusammengefasst.
Bei der Gründung von Greater London im Jahr 1965 entstand aus der Fusion der Metropolitan Boroughs Deptford und Lewisham der London Borough of Lewisham.

## Statistik
Die Fläche betrug 7016 Acres (28,39 km²). Die Volkszählungen ergaben folgende Einwohnerzahlen:
Frühere Gebiete zusammengefasst:
| Jahr      | 1801  | 1811  | 1821  | 1831   | 1841   | 1851   | 1861   | 1871   | 1881   | 1891   |
| Einwohner | 4.383 | 7.137 | 8.922 | 10.767 | 14.636 | 18.618 | 28.970 | 47.018 | 67.500 | 88.653 |

Metropolitan Borough:
| Jahr      | 1901    | 1911    | 1921    | 1931    | 1951    | 1961    |
| Einwohner | 127.495 | 160.834 | 174.194 | 219.953 | 227.576 | 221.753 |